# 日琉祖語
日琉祖語（にちりゅうそご、英: Proto-Japonic, Proto-Japanese-Ryūkyūan）とは日琉語族に属す諸言語の祖語である。日本祖語（にほんそご）とも呼ぶが、琉球諸語を除いた本土日本語諸方言の祖語を指して日本祖語と呼ぶ場合もある。
英語ではProto-Japaneseとよばれることもあり、かつては共通日本語、原始日本語、といった呼ばれ方をすることもあった。

## 日琉の分岐
奈良時代の上代日本語には琉球語と共有していない改新がいくつか見られるため、7世紀以前に分岐したと考えなければならない。一方、両者は稲に関する単語を共有しているため、弥生時代（前10世紀〜3世紀）以降に分岐したことも確実である。それ以上の詳しい時期は明らかではないが、トマ・ペラールは弥生時代末期から古墳時代（3〜6世紀）に分岐したと想定している。（先）琉球祖語は分岐以降もしばらく九州にとどまり、琉球列島への移住はおそらく10世紀から11世紀にかけての農耕文化の急激な拡大（グスク時代の開始）と一致すると考えられる。こう考えると、琉球祖語に存在する漢語を9世紀以降に中古日本語から借用されたものとして説明できる。琉球への移住が行われてから1609年に薩摩藩が琉球王国へ侵攻するまでは、日本本土からの影響は限られていた。

## 子音体系
日琉祖語の子音は下記のものが考えられており、このうちwとj以外は広く合意が得られている。
|        | 両唇音 | 歯茎音 | 硬口蓋音 | 軟口蓋音 |
| ------ | ------ | ------ | -------- | -------- |
| 鼻音   | *m     | *n     |          |          |
| 破裂音 | *p     | *t     |          | *k       |
| 摩擦音 |        | *s     |          |          |
| 接近音 | *w     |        | *j       |          |
| 流音   |        | *r     |          |          |

### 濁音の起源
上代日本語の濁音b, d, z, gは語頭に来ることがほとんど無かった。濁音は鼻音＋無声子音という子音連続に由来することが合意されている。ほとんどの場合、この子音連続は間に挟まっていた母音の脱落により発生したものである（連声濁）。
- ゆづら「弓弦」< *jumtura < *jumi-tura「弓-弦」
- あび1き1「網引」< *ampiki < *ami-piki「網-引き」
- ぬすび1と2「盗人」< *nusumpitə < *nusumi-pitə「盗み-人」
- むらじ「連」< *muransi < *mura-nusi「村-主」

いくつかの語では母音脱落が起きた証拠がないが、それらのケースで多くの研究者は無声阻害音の前の音節末鼻音を再建している。例えば、*tuNpu > tubu（粒）、*piNsa > pi1za（膝）などである。この *N は後代の日本語の撥音とは関係がない。撥音は語の縮約あるいは中国語のような他の言語からの借用に由来する。また、「櫓」yaguraを < *ja⹀nə kura「矢の倉」のように、連濁に対しては属格の助詞「の」の祖形や、「に」の祖形を挟んだ形からの母音の脱落が想定されることが多い。

### *s の破擦音説
日琉祖語の *s を破擦音だとする説は、古代日本語のサ行子音の音価に直接かかわっている。
古代日本語（上代日本語と中古日本語の総称）の /s/ が破擦音だったとする説は、悉曇学の音図に影響されて日本語の子音が並べられていると見られる平安時代の五十音図において、ちょうど破擦音である口蓋化音が置かれている位置にサ行が配置されていることに端を発する。ただ、この配列は口蓋化した歯擦音の [ɕ] のような音であった可能性を排除するものではない。
|          | 無声音 | 無声音   | 有声音 | 有声音 | 有声音 | 有声音 | 無声音 |
| 非帯気音 | 帯気音 | 非帯気音 | 帯気音 | 鼻音   | 接近音 | 摩擦音 |        |
| -------- | ------ | -------- | ------ | ------ | ------ | ------ | ------ |
| 軟口蓋音 | ka     | kʰa      | ɡa     | ɡʰa    | ŋa     | ɦa     |        |
| 口蓋化音 | t͡ɕa    | t͡ɕʰa     | d͡ʑa    | d͡ʑʰa   | ɲa     | ja     | ɕa     |
| 反舌音   | ʈa     | ʈʰa      | ɖa     | ɖʰa    | ɳa     | ɽa     | ʂa     |
| 歯茎音   | ta     | tʰa      | da     | dʰa    | na     | la     | sa     |
| 唇音     | pa     | pʰa      | ba     | bʰa    | ma     | va     |        |

有坂秀世などの国内の研究者やミラーなどの20世紀の上代日本語研究者は /s/ にいくつかの環境での破擦音の異音を認めたが（「上代日本語」を参照）、アンガーは言語類型論的には殆ど全ての言語が通時的に [s] を持っており、ある言語が歯擦音を一つだけ持っている場合それは常に /s/ であることを指摘し、破擦音説を否定している。また、ミヤケは上代日本語の万葉仮名を推古期の用字と比較分析すると、声母の書き分けが存在するという仮定のもとでは考えにくい破擦音の変化が起こらなければならないこと、またサ行に使われている万葉仮名はそれ以前の体系を継承していることを指摘し、日本書紀α群に基づいた破擦音の異音説を否定している。

### *w/*j の破裂音説
上代日本語のw（ワ行子音）とj（ヤ行子音）の起源を、半母音*wと*jとするか、南琉球語群での反映に基づき有声破裂音*bと*dとするかについては意見が分かれている。 韓国語や他の北東アジア言語との遺伝的関係を主張する者を含む多くの著者は、南琉球語群のbと与那国語のdは日琉祖語の有声破裂音*bと*dが残ったもので、他の言語では子音弱化してwとjとなったと主張する。
- 南琉球語群ではbが上代日本語のwに対応し、例えばba「私」、bata「腹」は上代日本語のwa、wataに対応する[21]。また、富山湾周辺の2つの方言には、他の日本語方言のwに対応するbがある[22]。
- 与那国語には、上代日本語のjに対応するdがある。例えば、da「家」、du「湯」、dama「山」は、上代日本語のja、ju、jamaに対応する。[21]

しかし多くの言語学者は、日琉祖語の*wと*jが強化されて南琉球語群のbと与那国語のdになったとする説を支持している。w > b のような強化は珍しくなく、複合語にbが現れないことから、bのほうが新しいと考えられる。また、与那国語では z|ʑ > d が起こっており、j > ʑ という自然な変化を新たに認めるだけで十分である。また、与那国語: sabaɴ「茶碗」、与那国語: dasai「野菜」のように、漢語の対応からも *w > b や *j > d が支持される。15世紀末の韓国の年鑑『成宗実録』には、与那国島の地名を吏読で「閏伊是麼」と記されており、中期朝鮮語の読みはzjuni simaで、本文ではsimaは日本語の「島」であることが説明されている。これは強化 *j- > *z- > d- の中間段階の直接的な証拠であり、現代のdunaŋ「与那国」につながるものである。

## 母音体系
現在では多くの研究者は日琉祖語に/*i, *u, *e, *ə, *o, *a/を再建する6母音説を受け入れている。ジョン・ホイットマンとビャーケ・フレレスビッグはこれらに*ɨを加えた7母音説を唱えていたが、少なくともホイットマンは近年6母音説に転じている。上代特殊仮名遣いのオ甲乙が条件異音であるとする説は、最小対や意味の対立の存在からもはや説得力を持たないと考えられる。
|          | 前母音 | 中母音 | 後母音 |
| -------- | ------ | ------ | ------ |
| 高舌母音 | *i     | (*ɨ)   | *u     |
| 中段母音 | *e     | *ə     | *o     |
| 低舌母音 |        | *a     |        |

### 中段母音
奈良時代の上代日本語では、イ段、エ段、オ段において甲乙2種があり、それぞれイ段甲類(i1）、イ段乙類(i2）、エ段甲類(e1）、エ段乙類(e2）、オ段甲類(o1）、オ段乙類(o2）と呼ばれる（詳細は上代特殊仮名遣を参照）。このうちi2, e1, e2, o1は、a, i1, u, o2に比べて出現頻度が非常に少なく、多くが語の途中または末尾において現れることから、これらが二次的なものなのではないかと考えられた。
また、以下のような内的再構から、下の音法則が記述された。
- sake1ri「咲けり」< *saki-ari「咲き-あり」
- nage2k-「嘆く」< *naNka-ik-「長-生く（長く息を吐く）」
- kazo1pe2-「数える」< *kaNsu-apai-「数-合える」
- tudo1p-「集う」< *tuNtu-ap-「粒-合う」
- sito1ri ~ situri「倭文」< *situ-əri「しつ-織り」
- utusemi1 ~ utuso2mi1「現身」< *utusi-əmi「現し-臣」
- pe1ki1「日置」< *pi-əki「日-置き」

| 先上代日本語 | 上代日本語 |
| ------------ | ---------- |
| *ua          | > o1       |
| *uə          | > o1       |
| *ia          | > e1       |
| *iə          | > e1       |

この種の内的再構を敷衍して、先上代日本語に*i (> i1), *u, *ə(> o2), *aの四母音を再構し、これ以外の上代日本語の母音(i2, e1, e2, o1)は日琉祖語の母音連続に由来するとする説がかつてミラー、大野晋ら、ホイットマン、マーティン、スタロスティンなど多くの研究者によって提唱され、一般的であった。なお、*ə は歴史的には各研究者によって表記法が異なっていて、現在でも *ə に ⟨o⟩ を用いる研究者がいるらしいため、対照表を置く。
| 論文               | 書記素 |
| ------------------ | ------ |
| 一般的な表記       | ⟨ə⟩    |
| Whitman (1985)など | ⟨o⟩    |
| 大野晋など         | ⟨ö⟩    |
| Martin (1987)など  | ⟨o̱⟩    |

しかし、「水」「蒜」「肘」などの一部の単語で、上代日本語の i1 に琉球祖語 *e が対応している例があり、それらに対し日琉祖語 *e（*meNtu「水」、*peru「蒜」、*peNti「肘」）が再建できる。また「海」「薬」「過ごす」(上代日本語「すぐす」)などの語において、上代日本語uに琉球祖語*oが対応している例があり、それらに日琉祖語 *o（*omi「海」、*kusori「薬」、*suNkos-「過ごす」）が再建できるといったことが指摘されるようになった。上代日本語に起きた *e > i1, *o > u の音韻変化を「中高母音の上昇」（英: Mid vowel raising; MVR）と言う。これらは最初に服部四郎によって、続いてマナー・ソープ、レオン・セラフィムなどによって1970年代後半以降に再構された。四母音説の主唱者たちはこの琉球祖語の中段母音は一定の条件や散発的な低舌化によって説明できると考え（あるいは信じ）た。例えば、ホイットマンはその1985年の博士論文で、表のような同化を想定することによって琉球祖語の *e が二次的なものであるとみなせると考えた。

日琉祖語 *ə > 琉球祖語 *e, 上代中央語 *i1 /___C[+有声]V[+高母音]

しかし、これは20世紀の終わり前後にレオン・セラフィムやマーク・ミヤケによって具体的な例外が多数指摘された。※琉球祖語のあとにある学者の名前はその琉球祖語形の再構者を意味している；必ずしもこれらの形が最新のものであるとは限らない。
- *təri > 琉球祖語（ソープ）*tori, 上代中央語 to2ri「鳥」（予測されるのは✕tiri）
- *nəri > 琉球祖語（ソープ）*nori, 上代中央語 no2ri「海苔」（予測されるのは✕niri）
- *ʔeno > 琉球祖語（セラフィム）*ʔeno, 上代中央語 inu「犬」（予測できない）
- *pero > 琉球祖語（セラフィム）*pero, 上代中央語 pi1ru「蒜」（予測できない）
- *sesi > 琉球祖語（セラフィム）*sesi, 上代中央語 sisi「肉」（予測できない）
- *seta > 琉球祖語（セラフィム）*seta, 上代中央語 sita 「舌」（予測できない）

うえにあげたようなさまざまな経緯から、日琉祖語には *e, *o という二つの原初的な中段母音を再構しなければならないことが2000年代前後から徐々に合意されていった。この *e と *o は、上代東国諸語にも痕跡が残されている。また、たとえば稲荷山古墳出土鉄剣の〈獲加多支鹵〉「ワカ-タケ1ル」の「ケ1」は〈支〉で書かれているが、上代中央語では〈支〉はキ1相当の万葉仮名である。これもMVRによって説明することができる。つまり、先上代日本語（英: pre-Old Japanese）では「ケ1」と読まれる仮名であったものが、MVRによって「キ1」と読まれるようになった、と考えられる。
| 日琉祖語 | 琉球祖語 | 上代日本語                           | 上代中部(信濃国)語 | 真上代東国語 | 上代遠江-駿河語                                   |
| -------- | -------- | ------------------------------------ | ------------------ | ------------ | ------------------------------------------------- |
| *i       | *i       | i1                                   | i                  | i            | i                                                 |
| *e       | *e       | i1 (e1)                              | i                  | e ~ i        | i                                                 |
| *u       | *u       | u                                    | u                  | u            | u                                                 |
| *o       | *o       | u (o1)                               | o ~ u/m__          | o ~ u        | u                                                 |
| *ə       | *o       | o2, o1(w, p, mの後, 古くはwの後のみ) | ə ~ u/m__          | ə ~ o ~ e    | ə, o/{m\|p}__, 駿河ではe/C[-labial][-velar]__も。 |
| *a       | *a       | a                                    | a ~ ə              | a ~ ə        | a                                                 |

これまでに説明した琉球諸語などとの音韻対応から、上代日本語の o1/e1 の一部は祖語からのものであると考えることができるが、これらがMVRを起こしていないことに対する説明が必要になった。そこで服部四郎とそれに続いた早田輝洋の二人は、上代日本語でMVRをしなかった両母音に日琉祖語の *oo/*ee という二つの長母音を再構することでこれを説明しようとした。なお、通言語的には長母音の方が高舌化する傾向があることが知られていることなどから、服部四郎と早田輝洋の説は現在ではあまり受け入れられていない。
代わって提案されたのが、韻律的に顕著な場合にのみ高舌化が起きた、より具体的に言えば、概ね *o/*e は語末にある場合には高舌化を起こさなかった、というものであった。上代日本語 o1/e1 の多くは二音節以上の単語の最終音節か、一音節の単語の中で見つかることが明らかになっていることや、上代日本語の mo1ko1/muko1「婿」という二重語がこれを典型的に支持する。一方で上代日本語で語末以外に見つかる o1/e1 は、この音法則で説明できないことが指摘されている。

### 母音連結

#### *Vi (*Vy)
上代日本語には複合語中で現れる形（被覆形）と単独で現れる形（露出形）というふたつの形を持った単語が多数ある。このうち一つは被覆形末尾が -a- 、露出形末尾が -e2 となる交替であり、アマ-/アメ2(雨)、ウハ-/ウヘ2(上)、サカ-/サケ2(酒)、マ-/メ2(目)などがある。この交替を起こすe2の起源として、*ai という母音連結が再構される。また、被覆形末尾が -o(2)- または -u-、露出形末尾が -i2 となる交替があり、これを起こすi2の起源として、*əi、*ui が以前から、また現在ではさらに *oi をも再構するのが一般的である。
これらは下降二重母音であったと解釈され、一部の研究者（*y はアレクサンダー・ヴォヴィンなど、*j はジョン・ホイットマンなど）に *ay/*uy/*əy/*oy あるいは *aj/*uj/*əj/*oj と書かれることがあるが、これらの母音連結は以下の音韻変化を経験したと考えられる。
| 日琉祖語  | 上代日本語 | 上代日本語 |
| 日琉祖語  | 語末       | 語中       |
| --------- | ---------- | ---------- |
| *ai (*ay) | -e2        | -a-        |
| *ui (*uy) | -i2        | -u-        |
| *oi (*oy) | -i2        | -o-/-u-    |
| *əi (*əy) | -i2 ~ -e2  | -o2-       |

語例：
- サケ2(酒) ~ サカヅキ1(盃) < *sakai
- メ2(目) ~ マヘ1(前) < *mai
- ミ2(身) ~ ムカハリ(身代り) < *mui
- ツキ2(月) ~ ツクヨ1(月夜) < *tukui (Thorpe の琉球祖語によれば *tukoi)
- ツキ2(調「貢ぎ物」) ~ ツク-ナフ(償う) < *tukui
- ツキ2(槻) ~ ツク-ユミ(槻弓) < *tukui
- クキ2(茎) ~ ククタチ(アブラナなどの野菜［の薹］）< *kukui（Thorpe の琉球祖語によれば *kukoi）
- キ2(木) ~ コ2ノ2ハ(木の葉) < *kəi
- ヨミ2(黄泉) ~ ヨモ2— < *jəməi
- ミ2ル ~ モ2ト2ホ(2)ル/EMJ モドル < *məi-?
- ヒ2(火) ~ ホノ2ホ(炎) < *poi

これらの音法則は以下のような内的再構からも支持することができる。
- ワキ2ラツコ1 「菟道稚郎子」< *waku-iratuko₁ 「若-郎子」
- タケ2チ「高市皇子」< *taka-iti「高-市」
- オヒ2シ「大石」< *əpə-isi「大-石」
- EMJ ヱヌ「仔犬」< pre-WOJ *we2nu < *wə-inu「小-犬」
- ト2ネリ「舍人」< *tənə-iri「殿-入り」

名詞における被覆形–露出形交替と同一の母音交替（こちらもしばしば被覆形–露出形とよばれる）は、二段活用動詞の連用形でも見られる。たとえば下二段活用動詞の連用形語尾はe2であるが、多くの語が
- アケ2/アカ(明・赤)
- アレ/アラ(荒)
- カレ/カラ(枯)
- アゲ2/アガル(上)
- アテ/アタル(当)

などのように、aで終わる語根と密接な関係を持つ。従って下二段活用動詞の連用形語尾の古形は*aiと再構することができる。また上二段活用動詞の連用形語尾はi2であるが
- オキ2/オコ2ル・オコ2ス(起)
- オチ2/オト2ル・オト2ス（落・劣）
- オヒ2(育つ)/オホス(育てる)
- ヨキ2(避)/ヨ2コ2ス(讒)
- アミ2/アムス(浴)
- ツキ2/ツクス(尽)
- ワビ2/ワブシ(侘)
- ナギ2(凪ぐ)/ナグサム(心が静まる)/ナゴ1ヤカ(和)
- コ1ヒ2/コ1ホシ(恋)

などのように、o1/2 またはuで終わる語根と密接な関係を持つから、上二段活用動詞連用形語尾の古形は *əi または *ui/*oi と内的再構することも可能である。（ただし「尽」の場合、上代日本語からは内的に*tukuiが再建されることになるが、Pellard (2013)では琉球祖語を考慮した比較により*tukoiに修正されている）
*ai, *əi, *oi, *uiが再建される被覆形–露出形の対応の多くは接辞*-iの添加によるとする説が一般的であったが、一方で、*-i が語末子音由来であるとの見解が服部四郎や村山七郎などのころからあり、被覆形の由来はその語の後に子音で始まる形態素が結合した場合に語末子音が脱落したものとする説がある。この語末子音は、周辺言語との借用の検討や内的再構からより古い段階の *-r に由来するとする説がある。また、一部の研究者は pJ *mum > WOJ mi2「身」のような変化を朝鮮語族との比較から再構する場合もある。

#### *oi の存否
上代日本語 i2 の起源として従来2つの祖形が再建されていた。
- *ui > 上代日本語 -i2 ~ -u-, 琉球祖語 *i
- *əi > 上代日本語 -i2 ~ -o2-, 琉球祖語 *e

しかしながら、
- 上代日本語 -i2 ~ -o-（甲乙区別なし）, 琉球祖語 *i

のように対応する単語が存在する。服部四郎はこのような単語に対し*ü を含んだ形として再構した（後述）。しかし、「指」の再構の根拠は薄弱であり、それを除けば、このような例は円唇子音につづくものに限られる。ホイットマンの博士論文は日琉祖語 *əiが唇音の後で先琉球祖語*oiに変化したのではないかと提案し、ソープも琉球祖語の研究から、同様の結論を出した。ソープは琉球祖語では *ə (=*əi) > *i/{p, w?}__が発生したと考え、日琉祖語に *pə (現代の日琉祖語では *pəi に相当する)「火」・*wə- (現代の日琉祖語では *wəi に相当する）「居る（座る）」などといった形を再構した。
しかしトマ・ペラールはこの音変化の反例として*əpəi-「生ふ」 > 琉球祖語 *ope- を挙げる。また、日琉祖語に *awəi (> 琉球祖語 *awi)「藍」 ~ *awə「青」といった単語を再構すると、上代日本語では乙類 awo2 となり、有坂池上法則に反することを指摘する。そこで、このような場合には日琉祖語 *oi が再構される。一方で、ホイットマンは依然として日琉祖語 *əi > 先琉球祖語 *oi/{p, m, w}__ （ > 琉球祖語 *i ）を支持している。

#### その他の母音連結
露出形を -o1、被覆形を-a- とする単語に対して日琉祖語には *au が再構される。また、Kupchik によれば上代駿河方言の「鴨」kama < *kamau などのように上代東国諸語から比較手法によって再構することもできる。
- シロ1/シラ-(白) < *sirau
- クロ1/クラ-(黒/暗) < *kurau

#### 母音連結対応
日琉祖語の母音連続は、琉球祖語や上代東国諸語においては以下のように異なった現れ方をしている。例えば*əi（7母音説では*ɨi）を含む「木」「落ち(る)」は、それぞれ琉球祖語*ke、*ote/uteが再構できる。また表には無いが、九州においても *əi > e が起きたことにより上代日本語で上二段活用をする一部の動詞が下二段活用をする地域がある。
| 日琉祖語 | 7母音説 | 琉球祖語 | 上代日本語 | 「上代東日本語」 | 真上代東国語 | 上代駿河-遠江語 |
| -------- | ------- | -------- | ---------- | ---------------- | ------------ | --------------- |
| *ui      | *ui     | *i       | i2         | i                | u            | u               |
| *oi      | *oi     | *i       | i2         | i                | 不明         | u               |
| *əi      | *ɨi     | *e       | i2         | i                | o2           | o2              |
| *əi      | *əi     | *e       | (e2)       | i                | o2           | o2              |
| *ai      | *ai     | *e       | e2         | e                | o2           | o2              |
| *iə      | *iə     | *e       | e1         | e                | 不明         | 不明            |
| *ia      | *ia     | *e       | e1         | a                | a            | i1              |
| *au      | *au     | *o       | o1         | o1               | 記載無し     | a               |
| *ua      | *ua     | *o       | o1         | o1               | 記載無し     | u               |

※上代東国諸語の具体的な音価については、資料性の問題でよくわからない部分も多い。また、非常に多彩な写映形が観察され、ここにあげているものは一部に過ぎない。詳細はKupchik(2011)に詳しい。

## アクセント体系
日本語（本土方言）諸方言および中古日本語の声点資料の比較からは、1音節名詞に3類、2音節名詞に5類の、主要なアクセント型の対立（類の対立）が再構される。その音調は、中古日本語と同様に2音節名詞であれば第1類から第5類までそれぞれHH、HL、LL、LH、LFとする説が比較的有力である（Hは高い音調、Lは低い音調、Fは下降調）。琉球諸語ではこのうち2音節名詞の第3類・第4類・第5類がそれぞれ二つの類に分裂しているため、日琉祖語にはより多くのアクセント型の対立があった可能性がある。
一方で早田輝洋、五十嵐陽介らは、2音節名詞の第4類と第5類は元は同じ型だったものが二つの型に分裂した可能性を指摘しており、五十嵐は日琉祖語には4つの声調のみが存在したとする仮説を提示している。

## 他の再構体系

### 他の単母音の可能性

#### 7母音説
-i2と-o2-の交替に日琉祖語の*əiを再構するのが普通であるが、-o2-との交替のある少数の-e2に対しても、日琉祖語に*əiが再建されることが音法則の無例外性に違反する。したがってこの母音交替に対し中舌の狭母音*ɨを再建し、*ɨi > i2, *əi > e2とする研究（ビャーケ・フレレスヴィッグとジョン・ホイットマン、それに続いたマーティン・ロベーツなどによるもの）が存在した。これは朝鮮語族との比較からは支持されるが、琉球語や上代東国諸語にその区別に関する写映形がないことが問題になっている。また、提案者の一人であったホイットマンは、上代日本語において-i2と-o2-の交替は /p, k/ の後、-e2と-o2-の交替は舌頂子音の後に限定されており、先行する子音の高調音性(acute)・低調音性(grave)の対立によって*əiの二通りの変化を説明できると述べ、6母音説に転じた。

#### 服部四郎
日琉祖語の音節構造や、属格の助詞などの一部の形態素の説明のために有坂＝池上法則のような母音調和があったと仮定すると、それは *a/*o/*u の三つの母音と *ə が対立するという不均衡なものになってしまう。また、「火」は琉球祖語の対応からは *pui が再構されるはずであるが、上代日本語では「炎（ほのほ）」などからわかるようにオ段（ホ甲乙を認める場合はホ甲類）である。こういったことを説明するために、服部四郎は本土日本語で u ~ o2 対応になると考えた単語を *ə と同じ母音調和のグループに属していたとみなし、*ü を含んだ形として再構した。
| 服部四郎 | 日本語                  | 琉球祖語             | グロス |
| -------- | ----------------------- | -------------------- | ------ |
| *müina   | mi2na, moro2 < *mərə    | *mina (Thorpe)       | 「皆」 |
| *püi     | pi2 ~ po(1)-            | *pi (Thorpe)         | 「火」 |
| *əjüNpəi | 中古日本語 および，ゆび | *oy{o, u}be (Thorpe) | 「指」 |

他には長母音がさらに再構され、母音字を二つ重ねて表記される（#長母音を参照）。
|      | 前母音            | 中母音            | 後母音            |
| ---- | ----------------- | ----------------- | ----------------- |
| 高舌 | *i                | *ü, *üi           | *u, *ui           |
| 中段 | *e                | *ə, *əi           | *o                |
| 低舌 | *a, *ai, *ia, *au | *a, *ai, *ia, *au | *a, *ai, *ia, *au |

### 重母音を認めない再構

#### ソープの9母音説
マナー・ソープは1983年の博士論文で琉球祖語をはじめて体系的に再構するとともに日琉祖語を再構したが、琉球祖語でも被覆形と露出形の交替が発生することから、少なくとも日琉祖語（ソープの用語は英: Proto-Japanese-Ryūkyūan）の段階で *ai, *ui などといった母音連結を認めず、全てを単母音とみなして体系を構築した。
|      | 非円唇前母音  | 非円唇後母音      | 円唇後母音    |
| ---- | ------------- | ----------------- | ------------- |
| 高舌 | *i            | *ï [ɯ](= *ui/*oi) | *u            |
| 中段 | *e            | *ə [ɤ] (= *əi)    | *o            |
| 低舌 | *ë [æ](= *ai) | *a                | *ö [ɔ] (= *ə) |

#### セラフィムの10母音説
レオン・セラフィムは1977年に先上代日本語体系に *a を二つ加える10母音体系を再構したが、これは日野資成によると *a1 の存在を裏付ける証拠が少ないことが問題であるという。
|      | 前舌     | 前舌           | 後舌      | 後舌 |
| 緊張 | 弛緩     | 緊張           | 弛緩      |      |
| ---- | -------- | -------------- | --------- | ---- |
| 高舌 | *i1(=*i) | *i2 (=*ui/*oi) | *u        | *u   |
| 中段 | *e1      | *e2 (=*əi)     | *o2 (=*ə) | *o1  |
| 低舌 | *a1      | *a2 (=*ai)     | *a        | *a   |

### その他の過去の再構

#### アンガーの5母音説
ジェームズ・アンガーは1977年の博士論文で他の体系とは著しく異なったものを再構した。これによると、*e > 上代日本語 e2/{p, k, b, g, m}__, 上代日本語 e/それ以外  という音法則が想定され、また、*i, *u が散発的な低舌化によって上代日本語の e1, o1 を生み出したとした。
|      | 前母音           | 後母音      |
| ---- | ---------------- | ----------- |
| 高舌 | *i (≈*i/*e)      | *u (≈*u/*o) |
| 中段 | *e (≈*ai/*əi/*e) | *o (≈*ə/*o) |
| 低舌 | *a               | *a          |

## 音素配列論
日琉祖語の単語は多くが二音節以上で、各音節は(子音+)母音の構造を持っていた。また、日琉祖語の特徴としては、同じ母音を含む音節が結合する単語がよく見つかり母音調和を行っていた根拠とも言われるが、真相は定かではない。同一結合単位内（語根内）においてɨはaやə、aはɨやə、əはɨやaと共存しない傾向が強い。

### 有坂=池上の法則
有坂=池上の法則（有坂池上法則、有坂の法則ともいう）は、上代日本語、さらには日琉諸語全体に化石的に見られる音節結合の法則である。有坂秀世と池上禎造によって1930年代に独立して発表された。
- オ列甲類とオ列乙類は、同一結合単位（語幹ないし語根の形態素）に共存することはない。
- ウ列とオ列乙類は同一結合単位に共存することは少ない。特にウ列とオ列からなる2音節の結合単位においては、そのオ列音は乙類ではない。
- ア列とオ列乙類は同一結合単位に共存することは少ない。

上代日本語の wo の日琉祖語形はこれに基づいてしばしば決定される。
- *təwə「十」 > 上代日本語 to2wo
- *awo「青」> 上代日本語 awo

### 舌根調和
早田輝洋はツングース諸語やニヴフ語のそれと一致する以下のような母音調和を指摘している。
|     | 前舌 | 後舌 | 後舌・円唇 |
| --- | ---- | ---- | ---------- |
| ATR | i    | ə    | u          |
| RTR | e    | a    | o          |

## 名詞形態論

### 格助詞
格助詞「つ」は現在使われていないが、現代語の名詞に現れることがある。
- wata-tu-mi1（海つ神霊/わだつみ）こちらの mi1は“kami2”の「ミ」ではなく、「御霊/みたま」などの「ミ」であるため甲類である。神は当て字
- yama-tu-mi1（山つ神霊/やまつみ）
- ika-tu-ti（厳つ霊/いかづち）雷
- mi1-tu-ti（水つ霊/みづち）蛟
- no1-tu-ti（野つ霊/のづち）野槌
- ma-tu-ke2（目つ毛/まつげ）睫毛
- mi2-tu-kara（身つ柄/みづから）自ら
- woto2-tu-pi1（遠つ日/をとつひ）一昨日
- ya-tu-ko1（家つ子/やつこ）奴

格助詞「な」も同様に、以下の単語が挙げられる
- mi1-na-to2　（水な戸/みなと）港
- mi1-na-mo2to2　（水な元/みなもと）源
- mi1-na-tuki2　（水な月/みなづき）水の月＝水無月[6月]
- kamu-na-tuki2　（神な月/かむなづき）神の月＝神無月[10月]
- kamu-na-kara　（神な柄/かむながら）随神

## 語彙
※OJはOld Japanese(上代日本語)
※PRはproto-Ryukyuan(琉球祖語)
※EMJはEarly Middle Japanese(中古日本語)
| 語彙     | 日琉祖語形 (6母音説) | 再建の理由                                                      |
| -------- | -------------------- | --------------------------------------------------------------- |
| 大きい   | *əpə                 | *əpəiを参照。                                                   |
| 目       | *mai                 | 被覆形OJ ma                                                     |
| 鼻       | *pana                |                                                                 |
| 口       | *kutui               | 被覆形OJ kutu                                                   |
| 脚 (脛)  | *paNki               |                                                                 |
| 肘       | *peNti               | PR *pezi                                                        |
| 月       | *tukoi               | 被覆形OJ tuku, PR *tuko                                         |
| 家       | *ipia                | 遠江駿河語ipi1, OJ ipe1                                         |
| 石       | *esoi                | 上代東国語など。被覆形OJ iso1                                   |
| 黒       | *kuro                | kuriという単語の存在。                                          |
| 黄       | *koi                 | 被覆形PR *ko, EMJ ko, OJ ku                                     |
| 火       | *poi                 | 被覆形OJ po, EOJ pu, PRの露出形が *pi                           |
| 水       | *meNtu               | PR *mezu                                                        |
| 海       | *omi                 | PR *omi                                                         |
| 雪       | *joki                | 上代東国語jo2ki、現代諸方言ヨキ(長野、新潟など)、ヨギ(青森など) |
| 鴨       | *kamau               | 遠江駿河語kama                                                  |
| 針       | *parOi               | 上代東国語paru                                                  |
| 神       | *kamui               | 被覆形OJ kamu, アイヌ語kamuy                                    |
| 茎       | *kukui               | 被覆形OJ kuku                                                   |
| 身       | *mui                 | 被覆形OJ mu                                                     |
| 傷       | *keNsu               | PR *kezu                                                        |
| 麦       | *moNki               | PR *mogi                                                        |
| 恵み(幸) | *satui               | 被覆形OJ satu                                                   |
| 起きる   | *əkəi                | 他動詞形OJ oko2s-                                               |
| 育つ     | *əpəi                | 形容詞形OJ opo-                                                 |
| 下りる   | *ərəi                | 他動詞形OJ oro2s-, PR *ore-                                     |
| 落ちる   | *ətəi                | 他動詞形OJ *oto2s-, PR *ote-                                    |
| 乾く     | *pəi                 | 他動詞形OJ pos-                                                 |
| 黄泉     | *jəməi               | 被覆形OJ yo2mo2                                                 |

- aka（赤） < akar-（あかるい） akari（あかり）[要出典]
- siro1（白） < sirus-（しるす） siru-pe（しるべ）[要出典]
- kuro1（黒）< kurup-（くるふ） kurum-（くるむ）[要出典]

白と黒に関して、嘘（くるう/ふざける）と誠（記す/真実を伝える）で対になっている可能性がある。青に関しては「未熟な」という意味合いをもつ可能性がある。

## 起源
日琉語族と他の語族との関連性は立証されていないが、文法など類型的には、朝鮮語およびアルタイ諸語との関連性が高いとする見方が有力である。